# Xenopsylla debilis
Xenopsylla debilis är en loppart som beskrevs av Jordan 1925. Xenopsylla debilis ingår i släktet Xenopsylla och familjen husloppor. Inga underarter finns listade i Catalogue of Life.